# カミラ・スコリモフスカ
カミラ・スコリモフスカ（Kamila Skolimowska、1982年11月4日 - 2009年2月18日）はポーランドワルシャワ出身の陸上競技選手。2000年シドニーオリンピック女子ハンマー投の金メダリスト。
2009年2月18日、ポルトガルのヴィラ・レアル・デ・サント・アントニオで行われていたナショナルチームのトレーニングキャンプ中に急死した。

## 主な成績
| 年   | 大会                               | 場所                         | 種目       | 結果 | 記録  |
| ---- | ---------------------------------- | ---------------------------- | ---------- | ---- | ----- |
| 1998 | ヨーロッパ選手権                   | ブダペスト(ハンガリー)       | ハンマー投 | 7位  | 62m68 |
| 1999 | 世界ユース選手権                   | ブィドゴシュチュ(ポーランド) | ハンマー投 | 1位  | 63m94 |
| 1999 | 世界選手権                         | セビリア(スペイン)           | ハンマー投 | 21位 | 50m38 |
| 2000 | オリンピック                       | シドニー(オーストラリア)     | ハンマー投 | 1位  | 71m16 |
| 2001 | 世界選手権                         | エドモントン(カナダ)         | ハンマー投 | 4位  | 68m05 |
| 2001 | IAAFグランプリファイナル           | メルボルン(オーストラリア)   | ハンマー投 | 1位  | 71m71 |
| 2002 | ヨーロッパ選手権                   | ミュンヘン(ドイツ)           | ハンマー投 | 2位  | 72m46 |
| 2002 | IAAF陸上ワールドカップ             | マドリード(スペイン)         | ハンマー投 | 5位  | 65m24 |
| 2003 | 世界選手権                         | パリ(フランス)               | ハンマー投 | 8位  | 68m39 |
| 2003 | IAAFワールドアスレチックファイナル | ソンバトヘイ(ハンガリー)     | ハンマー投 | 8位  | 61m46 |
| 2004 | オリンピック                       | アテネ(ギリシャ)             | ハンマー投 | 5位  | 72m57 |
| 2004 | IAAFワールドアスレチックファイナル | ソンバトヘイ(ハンガリー)     | ハンマー投 | 5位  | 69m83 |
| 2005 | 世界選手権                         | ヘルシンキ(フィンランド)     | ハンマー投 | 7位  | 68m96 |
| 2005 | ユニバーシアード                   | イズミル(トルコ)             | ハンマー投 | 1位  | 72m75 |
| 2005 | IAAFワールドアスレチックファイナル | ソンバトヘイ(ハンガリー)     | ハンマー投 | 2位  | 72m73 |
| 2006 | ヨーロッパ選手権                   | ヨーテボリ(スウェーデン)     | ハンマー投 | 3位  | 72m58 |
| 2005 | IAAFワールドアスレチックファイナル | シュトゥットガルト(ドイツ)   | ハンマー投 | 2位  | 73m33 |
| 2006 | IAAF陸上ワールドカップ             | アテネ(ギリシャ)             | ハンマー投 | 1位  | 75m29 |
| 2007 | 世界選手権                         | 大阪(日本)                   | ハンマー投 | 4位  | 73m75 |
| 2007 | IAAFワールドアスレチックファイナル | シュトゥットガルト(ドイツ)   | ハンマー投 | 4位  | 70m20 |

## 記録
- ハンマー投 － 76m83 （2007年5月11日、世界歴代10位）